# Andreja Klepač
Andreja Klepač, née le 13 mars 1986 à Koper, est une joueuse de tennis slovène, professionnelle depuis 2004.
Elle a remporté onze titres en double dames sur le circuit WTA.

## Palmarès

### Titre en simple dames
Aucun

### Finale en simple dames
| No | Date       | Nom et lieu du tournoi | Catégorie | Dotation  | Surface      | Vainqueure   | Score     |          |
| -- | ---------- | ---------------------- | --------- | --------- | ------------ | ------------ | --------- | -------- |
| 1  | 07-07-2008 | Grand Prix, Budapest   | Tier III  | 175 000 $ | Terre (ext.) | Alizé Cornet | 7-65, 6-3 | Parcours |

### Titres en double dames
| No | Date       | Nom et lieu du tournoi                | Catégorie    | Dotation    | Surface      | Partenaire                  | Finalistes                             | Score            |          |
| -- | ---------- | ------------------------------------- | ------------ | ----------- | ------------ | --------------------------- | -------------------------------------- | ---------------- | -------- |
| 1  | 15-07-2013 | Nürnberger Gastein Ladies Bad Gastein | Intern'l     | 235 000 $   | Terre (ext.) | Sandra Klemenschits         | Kristina Barrois Eléni Daniilídou      | 6-1, 6-4         | Parcours |
| 2  | 14-07-2014 | Swedish Open Båstad                   | Intern'l     | 250 000 $   | Terre (ext.) | M. T. Torró Flor            | Jocelyn Rae Anna Smith                 | 6-1, 6-1         | Parcours |
| 3  | 18-08-2014 | Connecticut Open New Haven            | Premier      | 710 000 $   | Dur (ext.)   | Sílvia Soler Espinosa       | Marina Erakovic Arantxa Parra Santonja | 7-5, 4-6, [10-7] | Parcours |
| 4  | 21-09-2015 | Korea Open Séoul                      | Intern'l     | 500 000 $   | Dur (ext.)   | Lara Arruabarrena           | Kiki Bertens Johanna Larsson           | 2-6, 6-3, [10-6] | Parcours |
| 5  | 18-09-2017 | Pan Pacific Open Tokyo                | Premier      | 1 000 000 $ | Dur (ext.)   | María José Martínez Sánchez | Daria Gavrilova Daria Kasatkina        | 6-3, 6-2         | Parcours |
| 6  | 18-06-2018 | Mallorca Open Calvià                  | Intern'l     | 226 750 $   | Gazon (ext.) | María José Martínez Sánchez | Lucie Šafářová Barbora Štefková        | 6-1, 3-6, [10-3] | Parcours |
| 7  | 12-08-2019 | Western & Southern Open Cincinnati    | Premier 5    | 2 643 736 $ | Dur (ext.)   | Lucie Hradecká              | Anna-Lena Grönefeld Demi Schuurs       | 6-4, 6-1         | Parcours |
| 8  | 22-10-2019 | WTA Elite Trophy Zhuhai               | Elite Trophy | 2 419 844 $ | Dur (int.)   | Lyudmyla Kichenok           | Duan Ying-Ying Yang Zhaoxuan           | 6-3, 6-3         | Parcours |
| 9  | 20-06-2021 | Bad Homburg Open Bad Homburg          | WTA 250      | 235 238 $   | Gazon (ext.) | Darija Jurak                | Nadiia Kichenok Raluca Olaru           | 6-3, 6-1         | Parcours |
| 10 | 02-08-2021 | Silicon Valley Classic San José       | WTA 500      | 565 530 $   | Dur (ext.)   | Darija Jurak                | Gabriela Dabrowski Luisa Stefani       | 6-1, 7-5         | Parcours |
| 11 | 04-04-2022 | Charleston Open Charleston            | WTA 500      | 888 636 $   | Terre (ext.) | Magda Linette               | Lucie Hradecká Sania Mirza             | 6-2, 4-6, [10-7] | Parcours |

### Finales en double dames
| No | Date       | Nom et lieu du tournoi                | Catégorie | Dotation    | Surface      | Vainqueures                                        | Partenaire              | Score             |          |
| -- | ---------- | ------------------------------------- | --------- | ----------- | ------------ | -------------------------------------------------- | ----------------------- | ----------------- | -------- |
| 1  | 17-09-2007 | Slovenia Open Portorož                | Tier IV   | 145 000 $   | Dur (ext.)   | Lucie Hradecká Renata Voráčová                     | Elena Likhovtseva       | 5-7, 6-4, [10-7]  | Parcours |
| 2  | 13-04-2009 | Barcelona Ladies Open Barcelone       | Intern'l  | 220 000 $   | Terre (ext.) | Nuria Llagostera Vives María José Martínez Sánchez | Sorana Cîrstea          | 3-6, 6-2, [10-8]  | Parcours |
| 3  | 07-07-2014 | Nürnberger Gastein Ladies Bad Gastein | Intern'l  | 250 000 $   | Terre (ext.) | Karolína Plíšková Kristýna Plíšková                | María Teresa Torró Flor | 4-6, 6-3, [10-6]  | Parcours |

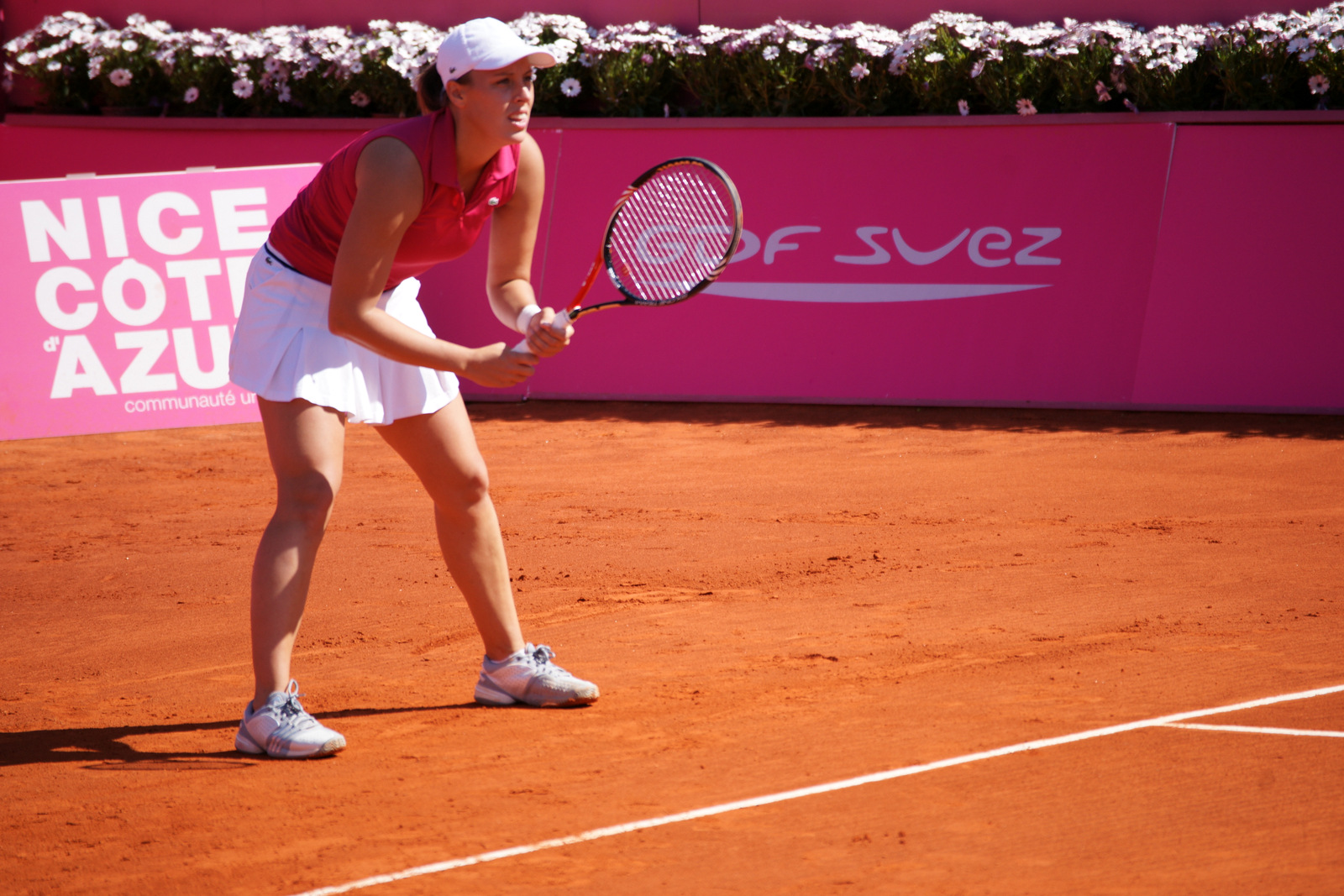
Andreja Klepač à l'Open de Cagnes-sur-Mer 2011.

| 4  | 06-10-2014 | Tianjin Open Tianjin                  | Intern'l  | 250 000 $   | Dur (ext.)   | Alla Kudryavtseva Anastasia Rodionova              | Sorana Cîrstea          | 6-76, 6-2, [10-8] | Parcours |
| 5  | 03-08-2015 | Citi Open Washington                  | Intern'l  | 250 000 $   | Dur (ext.)   | Belinda Bencic Kristina Mladenovic                 | Lara Arruabarrena       | 7-5, 7-67         | Parcours |
| 6  | 12-10-2015 | Hong Kong Tennis Open Hong Kong       | Intern'l  | 250 000 $   | Dur (ext.)   | Alizé Cornet Yaroslava Shvedova                    | Lara Arruabarrena       | 7-5, 6-4          | Parcours |
| 7  | 31-12-2017 | Brisbane International Brisbane       | Premier   | 1 000 000 $ | Dur (ext.)   | Kiki Bertens Demi Schuurs                          | M. J. Martínez Sánchez  | 7-5, 6-2          | Parcours |
| 8  | 12-02-2018 | Qatar Open 2018 Doha                  | Premier 5 | 3 198 000 $ | Dur (ext.)   | Gabriela Dabrowski Jeļena Ostapenko                | M. J. Martínez Sánchez  | 6-3, 6-3          | Parcours |
| 9  | 02-04-2018 | Volvo Car Open Charleston             | Premier   | 800 000 $   | Terre (ext.) | Alla Kudryavtseva Katarina Srebotnik               | M. J. Martínez Sánchez  | 6-3, 6-3          | Parcours |
| 10 | 16-05-2021 | Emilia-Romagna Open Parme             | WTA 250   | 235 238 $   | Terre (ext.) | Cori Gauff Catherine McNally                       | Darija Jurak            | 6-3, 6-2          | Parcours |
| 11 | 09-08-2021 | National Bank Open Montréal           | WTA 1000  | 1 835 490 $ | Dur (ext.)   | Gabriela Dabrowski Luisa Stefani                   | Darija Jurak            | 6-3, 6-4          | Parcours |
| 12 | 03-01-2022 | Adelaide International 1 Adélaïde     | WTA 500   | 703 580 $   | Dur (ext.)   | Ashleigh Barty Storm Sanders                       | Darija Jurak            | 6-1, 6-4          | Parcours |

## Parcours en Grand Chelem

### En simple dames
| Année | Open d'Australie | Open d'Australie  | Internationaux de France | Internationaux de France | Wimbledon | Wimbledon       | US Open         | US Open     |
| ----- | ---------------- | ----------------- | ------------------------ | ------------------------ | --------- | --------------- | --------------- | ----------- |
| 2007  | 1er tour (1/64)  | Peng Shuai        | Q2                       | Dominika Cibulková       | Q2        | Renata Voráčová | 1er tour (1/64) | Ai Sugiyama |
| 2008  | Q2               | Maša Zec Peškirič | —                        | —                        | Q2        | Regina Kulikova | 1er tour (1/64) | Ai Sugiyama |
| 2009  | Q2               | Karolina Šprem    | Q1                       | Arantxa Rus              | Q1        | Darya Kustova   | —               | —           |

N.B. : à droite du résultat se trouve le nom de l'ultime adversaire.

### En double dames
| Année | Open d'Australie             | Open d'Australie       | Internationaux de France   | Internationaux de France | Wimbledon                  | Wimbledon           | US Open                     | US Open                  |
| ----- | ---------------------------- | ---------------------- | -------------------------- | ------------------------ | -------------------------- | ------------------- | --------------------------- | ------------------------ |
| 2009  | —                            | —                      | 2e tour (1/16) Dzehalevich | Medina Ruano Pascual     | —                          | —                   | —                           | —                        |
| 2010  | —                            | —                      | —                          | —                        | —                          | —                   | —                           | —                        |
| 2011  | —                            | —                      | —                          | —                        | 1er tour (1/32) Arvidsson  | Martínez Medina     | 3e tour (1/8) Tatishvili    | Hlaváčková Hradecká      |
| 2012  | 3e tour (1/8) Rosolska       | Huber Raymond          | 1er tour (1/32) Rosolska   | Raquel Kops Spears       | 2e tour (1/16) Rodionova   | Llagostera Martínez | 1er tour (1/32) Hercog      | King Shvedova            |
| 2013  | 1er tour (1/32) Tatishvili   | Han Zhou               | —                          | —                        | —                          | —                   | 2e tour (1/16) Klemenschits | Hlaváčková Hradecká      |
| 2014  | 1er tour (1/32) Jurak        | Adamczak Rogowska      | 2e tour (1/16) Torró Flor  | Muguruza Suárez Navarro  | 1er tour (1/32) Torró Flor | Hrdinová Jovanovski | 1er tour (1/32) Torró Flor  | Errani Vinci             |
| 2015  | 1/4 de finale Jans           | Chan Zheng             | 1er tour (1/32) Jans       | Husárová Kania           | 1er tour (1/32) Jans       | Date Schiavone      | 1/4 de finale Arruabarrena  | Errani Pennetta          |
| 2016  | 1er tour (1/32) Arruabarrena | Rodionova              | 3e tour (1/8) Srebotnik    | Hlaváčková Hradecká      | 1er tour (1/32) Srebotnik  | Williams            | 1/4 de finale Srebotnik     | Makarova Vesnina         |
| 2017  | 3e tour (1/8) Martínez       | Hlaváčková Peng Shuai  | 3e tour (1/8) Martínez     | Makarova Vesnina         | 3e tour (1/8) Martínez     | Makarova Vesnina    | 1/4 de finale Martínez      | Hradecká Siniaková       |
| 2018  | 1er tour (1/32) Martínez     | Golubic Stojanović     | 1/4 de finale Martínez     | Krejčíková Siniaková     | 3e tour (1/8) Martínez     | Begu Buzărnescu     | 1er tour (1/32) Martínez    | Pavlyuchenkova Sevastova |
| 2019  | 1/4 de finale Martínez       | Strýcová Vondroušová   | 3e tour (1/8) Hradecká     | Melichar Peschke         | 1er tour (1/32) Hradecká   | Sákkari Tomljanović | 1er tour (1/32) Hradecká    | Jabeur Stollár           |
| 2020  | 1er tour (1/32) Hradecká     | Hibino Ninomiya        | 1er tour (1/32) Hradecká   | Kostyuk Sasnovich        | Annulé                     | Annulé              | 2e tour (1/8) Hradecká      | Muhammad Townsend        |
| 2021  | 2e tour (1/16) Flipkens      | Bolsova Paolini        | 1er tour (1/32) Jurak      | Mattek-Sands Świątek     | 1er tour (1/32) Jurak      | Martić Rogers       | 1/8 de finale Jurak         | Gauff McNally            |
| 2022  | 1er tour (1/32) Jurak        | Martincová Vondroušová | 1er tour (1/32) Guarachi   | Eikeri Harrison          | 1/4 de finale Guarachi     | Mertens Zhang       | 1/8 de finale Guarachi      | Flipkens Sorribes        |

N.B. : le nom de la partenaire se trouve sous le résultat ; le nom des ultimes adversaires se trouve à droite.

### En double mixte
| Année | Open d'Australie             | Open d'Australie     | Internationaux de France     | Internationaux de France  | Wimbledon                    | Wimbledon             | US Open                  | US Open           |
| ----- | ---------------------------- | -------------------- | ---------------------------- | ------------------------- | ---------------------------- | --------------------- | ------------------------ | ----------------- |
| 2012  | —                            | —                    | —                            | —                         | 2e tour (1/16) Brunström     | Huber Bob Bryan       | —                        | —                 |
|       |                              |                      |                              |                           |                              |                       |                          |                   |
| 2014  | —                            | —                    | —                            | —                         | 2e tour (1/16) Huta Galung   | Dellacqua Murray      | —                        | —                 |
| 2015  | 2e tour (1/8) Guccione       | Dellacqua John Peers | 2e tour (1/8) Ram            | Zheng Kontinen            | 1er tour (1/32) Guccione     | Gajdošová Zimonjić    | 1er tour (1/16) Farah    | Shvedova Cabal    |
| 2016  | 1/2 finale Huey              | Vandeweghe Tecău     | 2e tour (1/8) Huey           | Vesnina Soares            | 1/4 de finale Peya           | Grönefeld Farah       | 1er tour (1/16) Huey     | Grönefeld Farah   |
| 2017  | 1er tour (1/16) Huey         | Krajicek Klaasen     | 1/4 de finale Inglot         | Hlaváčková Roger-Vasselin | 3e tour (1/8) Nestor         | Melichar Begemann     | 1er tour (1/16) Pavić    | Rosolska González |
| 2018  | 1er tour (1/16) Ram          | Chan Murray          | 2e tour (1/8) Rojer          | Srebotnik González        | 2e tour (1/16) Ram           | Flipkens Haase        | —                        | —                 |
| 2019  | 2e tour (1/8) Roger-Vasselin | Sharma Smith         | 2e tour (1/8) Roger-Vasselin | Melichar Soares           | 3e tour (1/8) Roger-Vasselin | Chan Dodig            | 1er tour (1/16) Skupski  | Chan Venus        |
| 2020  | 2e tour (1/8) Roger-Vasselin | Chan Dodig           | Annulé                       | Annulé                    | Annulé                       | Annulé                | Annulé                   | Annulé            |
| 2021  | 1/4 de finale Skupski        | Krawczyk Salisbury   | —                            | —                         | 1/4 de finale Rojer          | Krawczyk Skupski      | 2e tour (1/8) Vliegen    | Perez Demoliner   |
| 2022  | 1er tour (1/16) Vliegen      | Zhang Peers          | 2e tour (1/8) Bopanna        | Hradecká Escobar          | 2e tour (1/8) Polášek        | Cornet Roger-Vasselin | 1er tour (1/16) González | Stosur Ebden      |

N.B. : le nom du partenaire se trouve sous le résultat ; le nom des ultimes adversaires se trouve à droite.

## Parcours en «Premier Mandatory» et «Premier 5»
Découlant d'une réforme du circuit WTA inaugurée en 2009, les tournois WTA « Premier Mandatory » et « Premier 5 » constituent les catégories d'épreuves les plus prestigieuses, après les quatre levées du Grand Chelem.

### En simple dames
| Année |              | Premier Mandatory | Premier Mandatory | Premier Mandatory | Premier Mandatory |       | Premier 5                 | Premier 5                 | Premier 5  | Premier 5 | Premier 5 | Premier 5 | Premier 5 |
| Année | Indian Wells | Miami             | Madrid            | Pékin             | Dubaï             | Dubaï | Rome                      | Canada                    | Cincinnati | Tokyo     | Tokyo     |           |           |
| Année | Indian Wells | Miami             | Madrid            | Pékin             | Dubaï             | Dubaï | Rome                      | Canada                    | Cincinnati | Tokyo     | Tokyo     |           |           |
| Année | Indian Wells | Miami             | Madrid            | Pékin             | Dubaï             | Dubaï | Rome                      | Canada                    | Cincinnati | Tokyo     | Tokyo     |           |           |
| 2009  |              |                   |                   |                   |                   |       | 1er tour (1/32) A. Medina | 1er tour (1/32) A. Medina |            |           |           |           |           |

Sous le résultat, l’ultime adversaire.

## Parcours aux Masters

### En double dames
| # | Date       | Nom de l'édition                              | ($)       | Surface    | Résultat      | Partenaire          | Ultimes adversaires                        | Score    |          |
| - | ---------- | --------------------------------------------- | --------- | ---------- | ------------- | ------------------- | ------------------------------------------ | -------- | -------- |
| 1 | 22/10/2017 | BNP Paribas WTA Finals by SC Global Singapour | 7 000 000 | Dur (int.) | 1/4 de finale | María José Martínez | Tímea Babos Andrea Hlaváčková              | 6-3, 6-4 | Parcours |
| 2 | 21/10/2018 | BNP Paribas WTA Finals by SC Global Singapour | 7 000 000 | Dur (int.) | 1/4 de finale | María José Martínez | Andrea Sestini Hlaváčková Barbora Strýcová | 6-1, 6-2 | Parcours |
| 3 | 10/11/2021 | Akron WTA Finals Guadalajara                  | 5 000 000 | Dur (int.) | Round Robin   | Darija Jurak        |                                            |          | Parcours |

## Parcours aux Jeux olympiques

### En double dames
| # | Date       | Nom de l'olympiade             | Surface      | Résultat      | Partenaire         | Ultimes adversaires       | Score         |          |
| - | ---------- | ------------------------------ | ------------ | ------------- | ------------------ | ------------------------- | ------------- | -------- |
| 1 | 28/07/2012 | Olympic Tennis Event Wimbledon | Gazon (ext.) | 2e tour (1/8) | Katarina Srebotnik | Sara Errani Roberta Vinci | 7-5, 4-6, 6-4 | Parcours |

## Parcours en Fed Cup
| #                                                                | Date       | Lieu    | Surface    | Gagnante(s)                      | Perdante(s)                | Score     |          |
|                                                                  |            |         |            |                                  |                            |           |          |
| 2004 - Barrage (groupe mondial I) - Indonésie - Slovénie - 4 : 1 |            |         |            |                                  |                            |           |          |
| 1                                                                | 10/07/2004 | Jakarta | Dur (ext.) | Andreja Klepač                   | Liza Andriyani             | 7-62, 6-2 | Parcours |
| 1                                                                | 10/07/2004 | Jakarta | Dur (ext.) | Wynne Prakusya Angelique Widjaja | Andreja Klepač Tina Križan | 6-2, 6-2  | Parcours |
|                                                                  |            |         |            |                                  |                            |           |          |
| 2005 - Barrage (groupe mondial II) - Chine - Slovénie - 4 : 1    |            |         |            |                                  |                            |           |          |
| 2                                                                | 09/07/2005 | Pékin   | Dur (int.) | Li Na                            | Andreja Klepač             | 6-1, 6-3  | Parcours |
| 2                                                                | 09/07/2005 | Pékin   | Dur (int.) | Zheng Jie                        | Andreja Klepač             | 6-3, 6-1  | Parcours |

## Classements WTA en fin de saison
| Année          | 2004 | 2005 | 2006 | 2007 | 2008 | 2009 | 2010 | 2011 | 2012 | 2013 | 2014 | 2015 | 2016 | 2017 | 2018 | 2019 | 2020 | 2021 | 2022 |
| Rang en simple | 412  | 298  | 216  | 137  | 131  | 259  | 323  | 337  | 508  | 830  | 833  | –    | 1175 | –    | –    | –    | –    | –    | –    |
| Rang en double | 426  | 309  | 184  | 177  | 118  | 94   | 100  | 64   | 78   | 67   | 43   | 25   | 29   | 24   | 18   | 30   | 39   | 19   | 36   |

Source : (en) Classements de Andreja Klepač sur le site officiel de la Fédération internationale de tennis